# Баккьелли, Адриано
Адриано Баккьелли (итал. Adriano Bacchielli, 30 июля 1921, Урбино, Марке — 1986, Анкона) — итальянский лингвист, учёный-латинист, поэт, переводчик и педагог. Его перевод «Энеиды» Вергилия на итальянский язык считается лучшим.

## Жизнь и творчество
Изучал филологию и древнеримскую культуру и историю в университете Урбино. Дипломная работа была посвящена проблемам латинской литературы. После окончания учёбы Адриано Баккьелли преподавал в различных учебных заведениях Анконы, на учительском семинаре, затем в средней школе и, позднее, реальном училище.
Как переводчик известен своими переложениями на итальянский язык большого количества лирических произведений древнеримских поэтов — в первую очередь Тибулла, Проперция, Марциала, Лукреция, Катулла, Вергилия и Ювенала. Наибольшую известность Баккьелли принёс его перевод «Энеиды» Вергилия, впервые опубликованный в 1963 году. В 1982 году выходит из печати новое специальное издание этого перевода «Энеиды» с предисловием известного итальянского литературного критика, ректора Урбинского университета Карло Бо. Баккьелли — автор ряда научных статей по древнеримской литературе, опубликованных в периодических изданиях.
В 2016 году к тридцатилетию со дня смерти учёного в Анконе учреждается премия Адриано Баккьелли для поощрения наиболее отличившихся учеников местной гимназии.